# Valbo-Ryrs socken
Valbo-Ryrs socken i Dalsland ingick i Valbo härad, ingår sedan 1971 i Munkedals kommun och motsvarar från 2016 Valbo-Ryrs distrikt.
Socknens areal är 86,73 kvadratkilometer varav 79,83 land. År 2000 fanns här 297 invånare. Godsen Ryr och Vågsäter samt sockenkyrkan Valbo-Ryrs kyrka ligger i socknen.   

## Administrativ historik
Socknen har medeltida ursprung. Före den 1 januari 1886 (ändring enligt beslut den 17 april 1885) var namnet (Norra) Ryrs socken.
Vid kommunreformen 1862 övergick socknens ansvar för de kyrkliga frågorna till Valbo-Ryrs församling och för de borgerliga frågorna bildades Valbo-Ryrs landskommun i Älvsborgs län. Landskommunen uppgick 1952 i Ödeborgs landskommun som upplöstes 1967 då denna del uppgick i Munkedals landskommun och överfördes till Göteborgs och Bohus län. Valbo-Ryr var den enda socknen i Göteborgs och Bohus län som tillhörde landskapet Dalsland. 1968 överfördes församlingen från Karlstads stift till Göteborgs stift. Munkedals landskommun ombildades 1971 till i Munkedals kommun. Församlingen uppgick 2006 i Foss församling.
1 januari 2016 inrättades distriktet Valbo-Ryr, med samma omfattning som församlingen hade 1999/2000.  
Socknen har tillhört län, fögderier, tingslag och domsagor enligt vad som beskrivs i artikeln Valbo härad. De indelta soldaterna tillhörde Västgöta-Dals regemente, Valbo kompani.

## Geografi och natur
Valbo-Ryrs socken ligger nordväst om Uddevalla kring Valboån och Viksjön. Socknen har odlingsbygd vid ån och sjön och är i övrigt en skogsbygd.
I socknen finns tre naturreservat. Vågsäter bokskog ingår i EU-nätverket Natura 2000 medan Vågsäter och Strömmarna som delas med Foss socken är kommunala naturreservat.
De största insjöarna är Viksjön, Holmevattnet, Nedre Trästickeln som delas med Foss socken i Munkedals kommun och Skredsviks socken i Uddevalla kommun samt Övre Trästickeln som också delas med Skredsviks socken.
Två sätesgårdar var Vågsäters herrgård och Ryrs säteri.
I Hattefjäll fanns förr ett gästgiveri.

## Socknens hemman
Historiskt var socknen indelad i Ryrs säteri och följande hemman:
| - Backa - Fagerhult - Grinåsen - Hattefjäll - Kilane - Klåvene - Lunden - Prästerud - Rörviken - Smedserud - Söttorp - Torkelsrud - Tuvan - Vågsäter - Åserud | - Soterud - Strömsäter - Uverud | - Ellnebacka - Flatebyn - Holmen - Högstorp - Norra Leryr - Södra Leryr - Muberg - Rölanda - Sivikan - Stensbyn - Torud - Lilla Tåkan - Stora Tåkan - Tåsterud - Värhult |

## Fornlämningar
Några boplatser från stenåldern har påträffats. Från bronsåldern finns spridda gravrösen. Från järnåldern finns cirka 70 gravar.

## Namnet
Namnet skrevs 1449 Rydha och 1540 Ryr och kommer från kyrkbyn. Namnet innehåller ryd, 'röjning'.

## Kända sockenbor
Bygdens store son är Carl Pontus Wikner, 1837-1888, författare och professor i filosofi vid Uppsala universitet.
Johanna Brunsson var en känd konstvävare och grundare av en banbrytande vävskola.

## Befolkningsutveckling
| Befolkningsutvecklingen i Valbo-Ryrs socken 1780–1990                                                   | Befolkningsutvecklingen i Valbo-Ryrs socken 1780–1990 | Befolkningsutvecklingen i Valbo-Ryrs socken 1780–1990 | Befolkningsutvecklingen i Valbo-Ryrs socken 1780–1990 | Befolkningsutvecklingen i Valbo-Ryrs socken 1780–1990 |
| --- | ----------------------------------------------------- | ----------------------------------------------------- | ----------------------------------------------------- | ----------------------------------------------------- |
| |                                                       |                                                       |                                                       |                                                       |
| År |                                                       |                                                       | Folkmängd                                             |                                                       |
| 1780 | 1780                                                  |                                                       | 562                                                   |                                                       |
| 1800 | 1800                                                  |                                                       | 614                                                   |                                                       |
| 1810 | 1810                                                  |                                                       | 585                                                   |                                                       |
| 1820 | 1820                                                  |                                                       | 767                                                   |                                                       |
| 1830 | 1830                                                  |                                                       | 899                                                   |                                                       |
| 1840 | 1840                                                  |                                                       | 963                                                   |                                                       |
| 1850 | 1850                                                  |                                                       | 1 048                                                 |                                                       |
| 1860 | 1860                                                  |                                                       | 1 085                                                 |                                                       |
| 1870 | 1870                                                  |                                                       | 1 026                                                 |                                                       |
| 1880 | 1880                                                  |                                                       | 945                                                   |                                                       |
| 1890 | 1890                                                  |                                                       | 862                                                   |                                                       |
| 1900 | 1900                                                  |                                                       | 748                                                   |                                                       |
| 1910 | 1910                                                  |                                                       | 688                                                   |                                                       |
| 1920 | 1920                                                  |                                                       | 597                                                   |                                                       |
| 1930 | 1930                                                  |                                                       | 546                                                   |                                                       |
| 1940 | 1940                                                  |                                                       | 489                                                   |                                                       |
| 1950 | 1950                                                  |                                                       | 400                                                   |                                                       |
| 1960 | 1960                                                  |                                                       | 319                                                   |                                                       |
| 1970 | 1970                                                  |                                                       | 228                                                   |                                                       |
| 1980 | 1980                                                  |                                                       | 266                                                   |                                                       |
| 1990 | 1990                                                  |                                                       | 307                                                   |                                                       |
| Anm: Källor: Umeå universitet - Tabellverket 1749-1859, Demografiska databasen, CEDAR, Umeå universitet |                                                       |                                                       |                                                       |                                                       |